# Bengt Birgersson (Bjälboätten)
Bengt Birgersson, född 1254 död den 25 maj 1291, biskop i Linköping. Han var son till Birger jarl och Ingeborg Eriksdotter (modern dog samma år som Bengt föddes).
Bengt var först ärkedjäkne vid domkyrkan i Linköping 1269, var från 1275 innehavare av ett prebende vid Uppsala domkyrka, beläget i Tierps socken. Han omtalas i ett brev 1277 som kansler till sin bror, Magnus Ladulås. År 1284 upphöjdes han till hertig av Finland i samband med att hans bror Magnus Ladulås gav sin äldste son konunganamn, och sin yngre son hertigtitel.
1286 valdes Bengt Birgersson till biskop i Linköpings stift.
I Linköpings biskopskrönika från 1523 (Scriptores rerum suecicarum medii ævi) får han eftermälet: "til Linköpingz kirkio sent komber hans like. Misskunne honom Gud i hemmerijke."
Minst två av hans testamenten finns bevarade från 1287 och 1289.